# Strandsimsen
Die Strandsimsen (Bolboschoenus) sind eine Pflanzengattung in der Familie der Sauergrasgewächse (Cyperaceae). Sie umfasst etwa 14 Arten, die weltweit verbreitet, überwiegend in Feuchtgebieten vorkommen und dort häufig artenarme Dominanzbestände entwickeln.

## Beschreibung

### Vegetative Merkmale
Strandsimsen-Arten sind ausdauernde, krautige Pflanzen. Sie bilden Ausläufer, welche an den oberen Enden mehr oder weniger verdickt sind, zum Teil tragen sie walnussgroße Knollen. Die dreikantigen Stängel sind beblättert. Die steif aufrecht wachsenden Laubblätter sind grasartig, glatt und in eine dreikantige Spitze verschmälert.

### Generative Merkmale
Der Blütenstand ist eine einfache oder kopfig zusammengezogene Spirre und von mehreren, stängelblattähnlichen Hochblättern umgeben. Die 10 bis 20 mm langen Ähren enthalten meist mehr als fünf Blüten. Die unteren Spelzen sind mindestens so groß wie die oberen, braun, fein behaart, an der Spitze ausgerandet und mit kurzer Granne. Die Blüten sind zwittrig mit braunen, rauen Perigonborsten. Diese sind fein behaart. Die Griffelbasis ist nicht verdickt. Narben und Staubblätter sind je drei vorhanden.
Die einsamige Schließfrucht (Achäne) ist in Querschnitt entweder dreikantig, zweiseitig oder einseitig nach außen gewölbt.

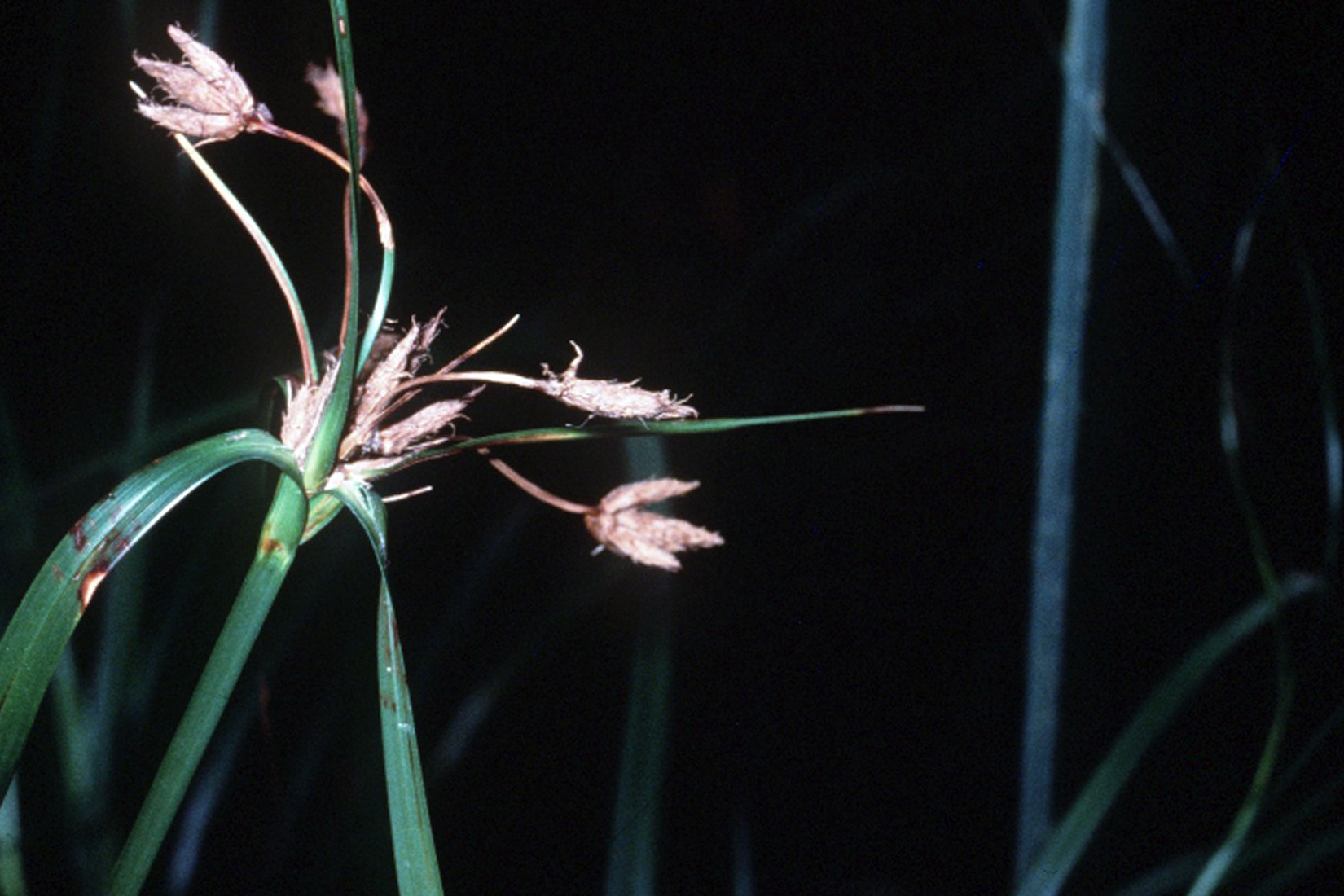
Bolboschoenus fluviatilis

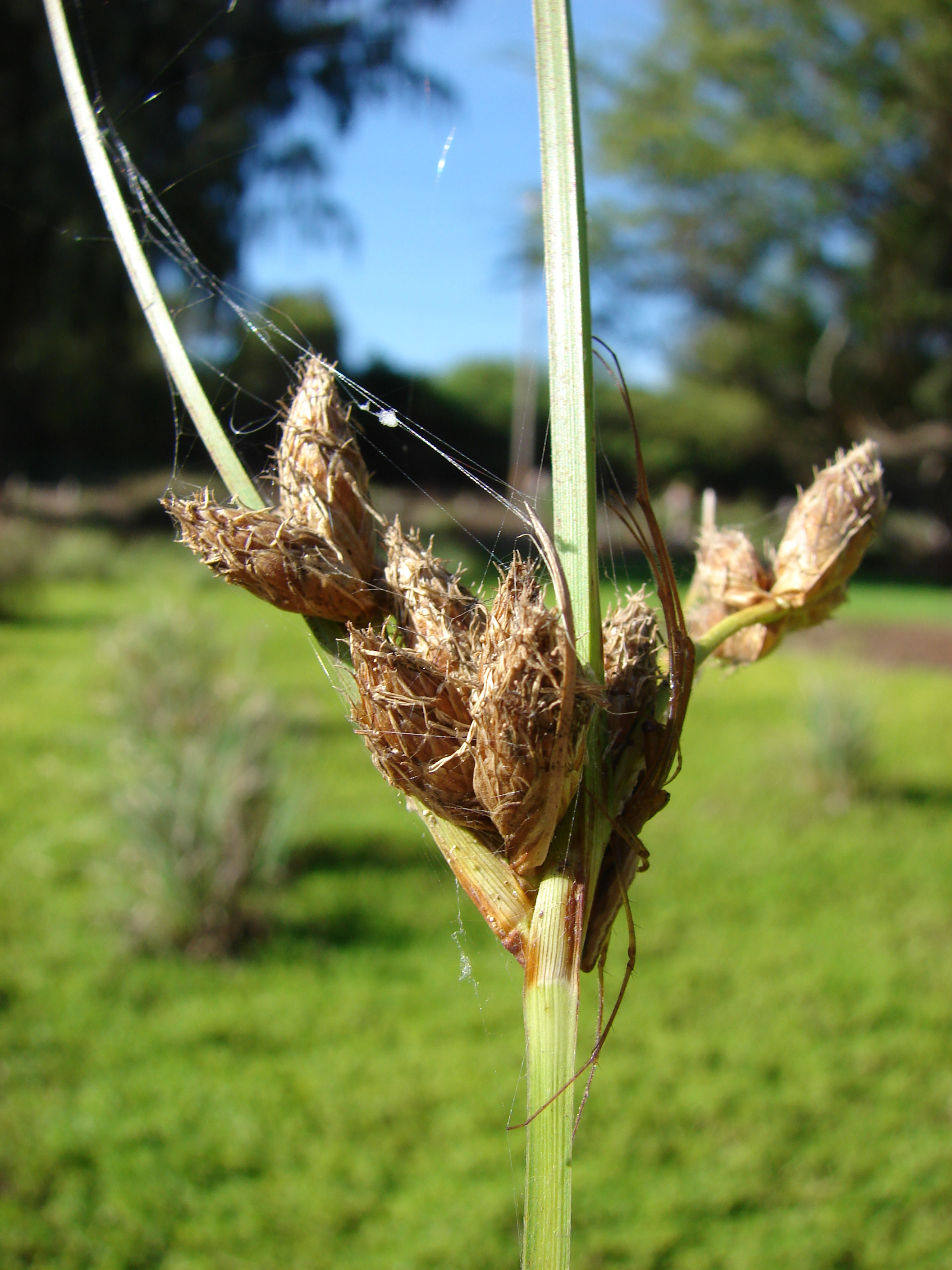
Gewöhnliche Strandsimse (Bolboschoenus maritimus)

## Systematik

### Taxonomie
Den Namen Bolboschoenus veröffentlichte 1864 Paul Friedrich August Ascherson, als Sektion innerhalb der Gattung Scirpus in Flora der Provinz Brandenburg, 1, S. 753. Erst 1905 erhielt Bolboschoenus den Rang einer Gattung durch Eduard Palla in Hallier und Brand: Synopsis der Deutschen und Schweizer Flora, dritte Auflage, S. 2531. Der Gattungsname Bolboschoenus setzt sich aus den altgriechischen Wörtern bólbos für Zwiebel und schoinos für „Binse“ zusammen; es wird damit auf die binsenförmige Gestalt und die teilweise zwiebelartige Verdickung der Ausläuferspitzen Bezug genommen.
Die Arten der Gattung Bolboschoenus wurden und werden zum Teil zur Gattung der Simsen (Scirpus), teilweise auch zur Gattung der Teichbinsen (Schoenoplectus) gestellt. Auch die interne Systematik wird noch diskutiert, je nach Autor gibt es 6 bis 15 Arten, dabei bereiten vor allem Bolboschoenus maritimus und Bolboschoenus fluviatilis Schwierigkeiten, da sie wahrscheinlich Komplexe darstellen.

### Arten und ihre Verbreitung
Es gibt etwa 14 Bolboschoenus-Arten:
- Bolboschoenus caldwellii (V.J.Cook) Soják: Australien, Neuseeland.[1]
- Bolboschoenus capensis (Burm. f.) Holub: Kapprovinz.[1]
- Bolboschoenus fluviatilis (Torrey) Soják: Östliches Australien bis Neuseeland, Nordamerika bis Mexiko.[1]
- Blaugraue Strandsimse (Bolboschoenus glaucus (Lam.) S.G.Smith): Mittelmeerraum bis nordwestliches Indien und bis Afrika; in Nordamerika und selten in Mitteleuropa (Sachsen) ein Neophyt.[1][2]
- Bolboschoenus grandispicus (Steud.) Lewej. & Lobin: Sie kommt nur in Senegal und auf den Kapverden vor.[1]
- Breitfrüchtige Strandsimse (Bolboschoenus laticarpus Marhold, Hroudová, Duchácek & Zákr.); Europa bis Türkei. Sie kommt in  Deutschland besonders in den Tälern der Elbe, Weser, Ems, Rhein, Main und Mosel vor.[2]
- Gewöhnliche Strandsimse (Bolboschoenus maritimus (L.) Palla; inkl. Bolboschoenus affinis (Roth) Drobow): Sie ist weltweit in den gemäßigten bis subtropischen Zonen verbreitet; vorwiegend an Küsten, mit drei Unterarten:
  - Bolboschoenus maritimus subsp. affinis (Roth) T.Koyama: Südöstliches europäisches Russland bis Vietnam.[1]
  - Bolboschoenus maritimus subsp. maritimus: Gemäßigtes Eurasien, Kapprovinz.[1]
  - Bolboschoenus maritimus subsp. paludosus (A.Nelson) T.Koyama: Nordamerika bis nördliches Argentinien, Hawaii.[1]
- Bolboschoenus medianus (V.J.Cook) Soják: Südost-Australien, Neuseeland.[1]
- Bolboschoenus nobilis (Ridl.) Goetgh. & D.A.Simpson: Südwestliches Angola bis Namibia.[1]
- Bolboschoenus novae-angliae (Britton) S.G.Sm.: Östliche USA.[1]
- Flachfrüchtige Strandsimse (Bolboschoenus planiculmis (F.Schmidt) T.V.Egorova): Eurasien.[1] In Mitteleuropa wurde sie in den Niederlanden, in Deutschland, in Niederösterreich, in Tschechien, in der Schweiz (Lac de Neuchâtel) und in Südtirol (Salurn) beobachtet.[2]
- Bolboschoenus robustus (Pursh) Soják: USA bis Mexiko, Karibische Inseln bis ins tropische Südamerika.[1]
- Bolboschoenus schmidii (Raymond) Holub: Sie kommt von Zentralasien bis Afghanistan vor.[1]
- Bolboschoenus stagnicola (Raymond) Soják: Pakistan[1]
- Verkannte Strandsimse (Bolboschoenus yagara (Ohwi) Y.C.Yang & M.Zhan): Europa bis nördliches Japan.[1] Sie wurde in Mitteleuropa in Tschechien, Niederösterreich, Kärnten, in der Steiermark und in Deutschland in Baden-Württemberg, Rheinland-Pfalz, Sachsen, Thüringen und Berlin-Brandenburg beobachtet.[2]